# The Witch in history: Early modern and twentieth-century representations
The witch in history: early modern and twentieth-century representations (De heks in de geschiedenis: vroegmoderne en twintigste-eeuwse representaties) is een boek van Diane Purkiss uit 1996 dat een feministisch en literair geïnspireerd beeld geeft van de figuur van de heks.

## Thema
Het onderwerp van het boek is de fascinatie voor de figuur van de heks. Het belangrijkste betoog van Purkiss is dat de heks in vroegmodern Engeland geen mannelijke fantasie was (de "nachtmerrie" zoals voorgesteld tijdens de heksenvervolgingen van de 17e eeuw) maar eerder een vrouwelijke fantasie waarmee die vrouwen sterke, passionele gevoelens vertolkten. In onze tijd vinden vrouwelijke auteurs, academische historici, radicale feministen en ook zij die hun eigen nieuwe hekserij uitvinden in de heks een figuur die een deel van hun eigen identiteit uitdrukt. Diane Purkiss onderzoekt vanuit dit perspectief de oorspronkelijke teksten uit de Amerikaanse koloniën, processen, folklore, literaire teksten van Shakespeare en Sylvia Plath en stelt de figuur van de heks voor als drager van angsten, wensen en fantasieën van vrouwen en mannen, zowel in het verleden als nu.

## Inhoud
Purkiss schrijft in een geestige, aforistische stijl en ziet zichzelf als 'een feministisch literair criticus'. Ze begint het boek met een aanval op de radicaalfeministische gedachten over vroegmoderne hekserij, op de moderne heksen en op de moderne Engelse historici. Purkiss keert zich tegen de radicaalfeministische mythe van de "Burning times" die de omvang van de heksenvervolgingen zouden overdrijven en uitsluitend de slachtofferrol van de vrouw belichten. Eenzelfde miskenning van de geschiedenis ziet zij in de moderne verzonnen heksenrituelen al waardeert ze de creativiteit en vitaliteit van deze nieuwe religie. In het hoofdstuk over academische opvattingen van de heksenvervolgingen zegt ze dat de professionele studie van heksenprocessen wegkwijnde sedert de socio-economische analyses van Keith Thomas en Alan Macfarlane in de vroege jaren 1970. De meeste Engelse historici verzuimden het volgens Purkiss om de recente theorievorming van feministische schrijvers rond geboorte, moederschap en het vrouwelijk lichaam ernstig te nemen. Ze neemt het op voor Margaret Murray en vindt de overdreven felle aanvallen van de historici vanaf 1970 op haar werk getuigen van gendervooroordelen, al hebben zij gelijk in hun afwijzing van de heksencultus-hypothese.
Na deze 'aanvallen' presenteert Diane Purkiss in het tweede deel het resultaat van haar historisch onderzoek. Ze bestudeerde de verslagen van de heksenprocessen om de ervaring van de ontmoeting met een vermeende heks vanuit het perspectief van de verschillende vrouwelijke getuigen te reconstrueren. Ze nodigt zo de lezers uit om een symbolische wereld te binnen te treden waarin de figuur van de heks als anti-huisvrouw, anti-moeder en anti-vroedvrouw wordt voorgesteld, en op dit beeld worden dan specifiek vrouwelijke angsten en zorgen geprojecteerd. Purkiss verbindt dit beeld van de heks en de dieren die haar begeleiden ('familiars') dan aan toen heersende opvattingen over de aard van het menselijk lichaam en het vrouwelijk lichaam. In de toen gangbare medische opinie vloeiden er in het lichaam, en zeker in het vrouwelijk lichaam, vloeistoffen die voor problemen konden zorgen. Een vrouw werd gezien als doordringbaar en onderhevig aan 'lekkage'. Vooral een heks was in dit opzicht onberekenbaar en gevaarlijk. Dit inzicht onderbouwt ze met populaire zegswijzen en gewoonten. Als casestudy voert Purkiss aan dat van moedermelk werd geloofd dat het eerst bloed was geweest waarmee de foetus werd gevoed in de baarmoeder, waarna het door een zuiveringsproces van het hart in melk werd omgezet die in de borsten werd gepompt. Het zogen van een dier (de familiar) met bloed uit een tepel verborgen in de lies (wat werd geloofd van heksen) stond gelijk aan het met gif voeden om kwaad te doen.
Purkiss tekstanalyse van heksenbeschrijvingen in toneelstukken uit de elizabethaanse tijd en de vroege Stuart-periode toont dat de auteurs inspiratie vonden bij de processen zelf, in de klassieken en bij scepticus Reginald Scot. Scot deed op zijn beurt beroep op Jan Wier. De heksen die zij opvoerden waren flamboyant en ridicuul, wat het scepticisme ten aanzien van hekserij en de processen vergrootte.
Meer dan anderen benadrukt Purkiss de diversiteit van vroegmoderne opvattingen over heksen en de hoe die beeldvorming zichtbaar werd in getuigenissen van ouders, buren, in sermoenen, liedjes, pamfletten, geleerde literatuur en toneelstukken. Ze beklemtoont dat de beeldvorming de angsten en verlangens van de tijd projecteert. Hierbij waren vrouwen niet alleen slachtoffer, ze speelden ook een rol in het doorgeven van de verhalen over heksen en hekserij.

## De auteur
Diane Purkiss (geboren 30 juni 1961) is Fellow en docent Engels op Keble College, Oxford. Zij is gespecialiseerd in de renaissance en in vrouwenliteratuur, hekserij en de Engelse Burgeroorlog. Zij ontving een BA met First Class Honours van de Universiteit van Queensland en D. Phil aan het Merton College, Oxford. Ze werd docent Engels aan de Universiteit van East Anglia in 1991, en docent Engels aan de Universiteit van Reading in 1993. In 1998 werd ze hoogleraar Engels aan de universiteit van Exeter, en kreeg toen haar huidige aanstelling aan het Keble College in 2000.